# Rai (valuta)

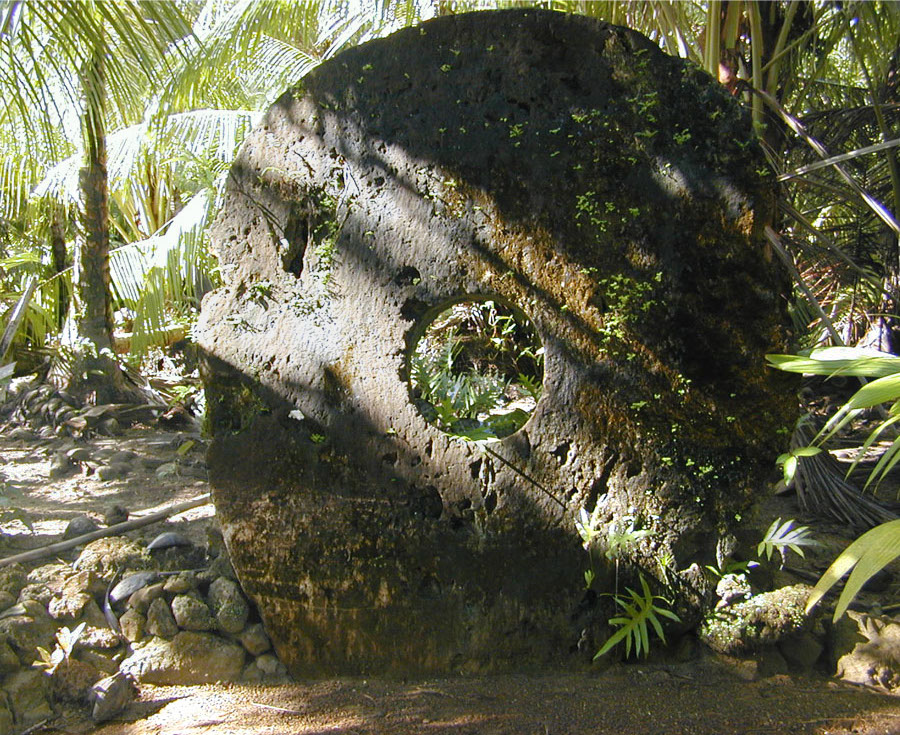
Rai - stenpengar

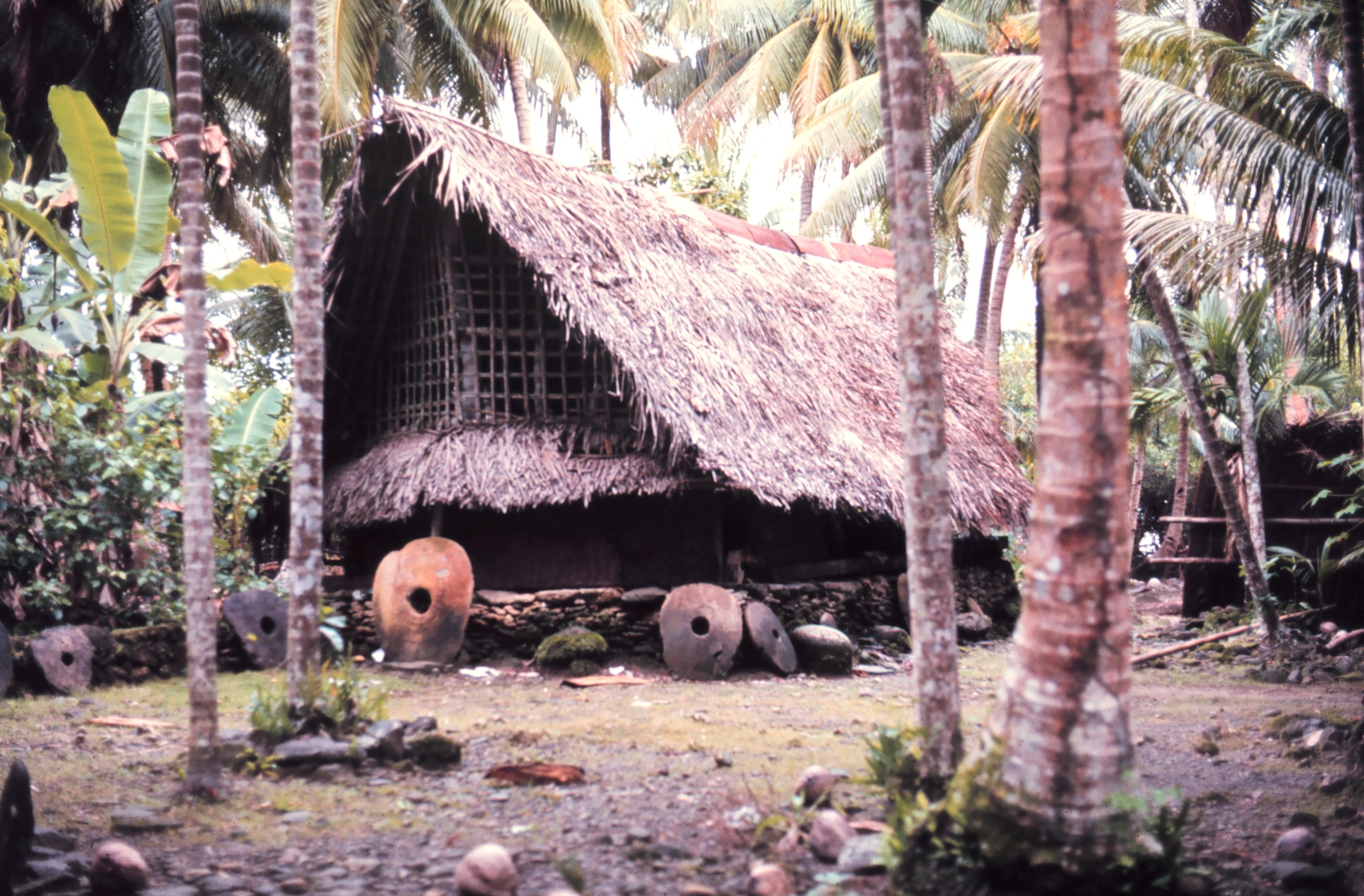
hus med Rai-stenar

Rai eller Stenpengar är en traditionell valuta på Yap i Mikronesiens federerade stater i västra Stilla havet.

## Användning

### Tillverkning
Raistenar mejslades ur kalksten till runda skivor med ett hål i mitten. Kalksten förekommer inte på Yap och hade därför ett stort värde. Stenpengarna tillverkades främst på ön Babeldaob i Palau och fraktades sedan på kanoter och flottar till Yap ca 490 km därifrån. Legenden berättar att en yapesisk krigare vid namn Anagumang upptäckte bergen på Palau för cirka 500 till 600 år sedan.
1871 anlände amerikanen David Dean O'Keefe till Yap efter ett skeppsbrott. Han startade senare en mycket lönsam handel med kopra och sjögurkor till Hongkong och Fjärran östern. I utbyte försåg han Yapeserna med järnverktyg vilket visserligen underlättade framställning av Raistenar men också urholkade värdet på dessa.
Tillverkningen upphörde officiellt 1931.

### Hantering
Traditionen kräver att Raistenar alltid ska stå upprätta på kanten och inte får läggas ned och endast män hanterar stenpengarna. När stenar byter ägare flyttas de sällan utan den nye ägaren får muntlig vetskap om alla tidigare ägare. Rai användes vid olika transaktioner som hemgift vid bröllop och olika typer av avtal.
Det är olagligt och straffas med böter att använda Raistenar till annat än deras egentliga syfte.

## "Valörer"
Raistenar finns i olika storlekar där värdet avgörs dels av stenens storlek, form och utseende och dels av stenens historia och ålder.
Det finns fem grupper av stenpengar
- Mmbul
- Gaw
- Fe' eller Rai
- Yar
- Reng

De minsta är på cirka 8 cm i diameter och de största på upp till cirka 4 m i diameter.
Idag används Raistenar endast i symboliskt syfte och har blivit en nationalsymbol som bland annat pryder öns registreringsskyltar.